# William Parry Murphy
William Parry Murphy (Stoughton, 6 febbraio 1892 – New York, 9 gennaio 1978) è stato un medico statunitense.

## Biografia
Vinse il premio Nobel per la medicina per le sue scoperte riguardo alle terapie col fegato in caso di anemia perniciosa.
Condivise il premio con i suoi collaboratori George Richards Minot e George Hoyt Whipple.